# Jeremiáš z Valachie
Blahoslavený Jeremiáš z Valachie, OFMCap. (rumunsky Ieremia Valahul, 29. června 1556, Tzazo – 5. března 1625, Neapol) byl rumunský kapucín působící v Itálii, laický bratr a ošetřovatel. Katolická církev jej uctívá jako blahoslaveného.

## Život
Pocházel z prosté rodiny z Valašska v dnešním Rumunsku. V rodině získal příklad skutečně žité katolické víry. V mládí se odebral do Itálie, kde v roce 1587 v Neapoli vstoupil do kapucínského řádu. Byl laickým bratrem, mezi lety 1579-1584 působil postupně v několika klášterech. Od roku 1585 byl ošetřovatelem ve špitále, který provozovali kapucíni při svém klášteře u kostela sv. Efréma v Neapoli. Po celý život byl negramotný, byl však dobrý vypravěč, a lidé mu rádi naslouchali, tzv. Bajky bratra Jeremiáše byly mezi lidmi dosti známé. Jeremiáš sám nedělal žádné rozdíly mezi chudými a bohatými, ke všem přistupoval stejně, s velikou laskavostí. Neomezoval svou službu pouze na nemocné ve špitále, ale navštěvoval i nemocné mimo něj. Nevyhýbal se službě těm nejhůře chorým, kteří u jiných ošetřovatelů vzbuzovali odpor. Ve službě těmto lidem spatřoval naplnění svého poslání. Říkával, že konat milosrdenství je víc než extáze. Byl rovněž proslulý svou láskou k Eucharistii a úctou k Panně Marii. Rokem 1608 se datuje jeho vidění Panny Marie. Podle tohoto vidění byl později jedním malířem vytvořen obraz, který se stal předlohou pro svaté obrázky, které získaly u lidí velkou oblibu.

## Beatifikace
Bratr Jeremiáš zemřel v roce 1625 (na zánět pohrudnice) a záhy se začaly konat přípravy pro jeho beatifikační proces. V roce 1959 papež sv. Jan XXIII. potvrdil hrdinský stupeň jeho ctností, a v roce 1983 byl bratr Jeremiáš papežem sv. Janem Pavlem II. beatifikován. Jeho liturgická památka připadá na 8. květen a překrývá se tak s památkou Panny Marie, Prostřednice všech milostí, proto bývá překládána již na 7. květen.